# Sandwich, Kent
Sandwich är en småstad och civil parish i grevskapet Kent i sydöstra England. Staden ligger vid floden Stour i distriktet Dover. Tätorten (built-up area) hade 4 260 invånare vid folkräkningen år 2021.
Staden var en av cinque ports och flera medeltida byggnader finns bevarade i staden, såsom kyrkor, fattighus, portar i den gamla stadsmuren och White Mill. Trots att staden under medeltiden var en stor hamnstad är den idag belägen omkring tre kilometer ifrån kusten.
I området kring Sandwich ligger två golfbanor i världsklass, Royal St George's och Prince's. The Open Championship har spelats på bägge banorna.